# Frank Dangeard
Frank Dangeard (Ottawa, 25 de febrero de 1958-13 de agosto de 2025), fue una personalidad francesa del mundo empresarial.

## Biografía
Frank Dangeard, nacido el 25 de febrero de 1958 en Ottawa, se graduó en HEC Paris, Sciences Po y la Escuela de Derecho Harvard.
Frank Dangeard fue abogado en Estados Unidos y Londres de 1986 a 1989. Luego fue director general del banco S.G. Warburg y en 1995 fue nombrado presidente del consejo de administración de SBC Warburg Francia.
Se unió al grupo multimedia Thomson en 1997.
Se desempeñó como director general Adjunto de France Telecom desde septiembre de 2002 hasta septiembre de 2004.
Desde septiembre de 2004 hasta febrero de 2008, fue presidente y director ejecutivo de Thomson. Deja a Thomson beneficiándose de un paracaídas de oro de 2,28 millones de euros.
Es socio director de Harcourt y director de Crédit Agricole-CIB (Grupo Crédit Agricole), Moser Baer (India), Sonaecom (Portugal), Symantec (Estados Unidos) y Telenor (Noruega). Es Presidente de Goldbridge Capital Partners (Reino Unido) y Presidente del Consejo Estratégico de PwC (Francia).
Publicó un libro en 2011, "La Décision de crise dans l'entreprise", en el que presenta doce historias de gobernanza en tiempos de crisis.